# Jill Scott
Jill Louise Scott (Sunderland, Anglaterra; 2 de febrer de 1987) és una exfutbolista anglesa. Jugava com a migcampista i el seu darrer equip fou el Manchester City W.F.C. de la Women's Super League d'Anglaterra.

## Clubs
| Club                   | País       | Any         |
| ---------------------- | ---------- | ----------- |
| Sunderland A.F.C.L.    | Anglaterra | 2004 - 2006 |
| Everton L.F.C.         | Anglaterra | 2006 - 2013 |
| Manchester City W.F.C. | Anglaterra | 2013 -      |

## Palmarès

### Campionats nacionals
| Títol                | Club                   | País       | Any  |
| -------------------- | ---------------------- | ---------- | ---- |
| Women's Super League | Manchester City W.F.C. | Anglaterra | 2016 |